# Mix Diskerud
Mikkel Morgenstar Pålssønn « Mix » Diskerud, né le 2 octobre 1990 à Oslo en Norvège, est un joueur international américain de soccer, d'origine norvégienne, jouant comme milieu relayeur à Denizlispor.

## Biographie

### En club
Il rejoint libre, en janvier 2015, la nouvelle franchise de Major League Soccer pour l'édition 2015, le New York City Football Club. Le 8 mars 2015, il marque le premier but de l'histoire de la franchise new-yorkaise dans ce championnat en ouvrant le score face au Orlando City (score final 1-1).
Le 13 juin 2020, il est prêté à court-terme par Manchester City au club suédois de l'Helsingborgs IF.

### En équipe nationale

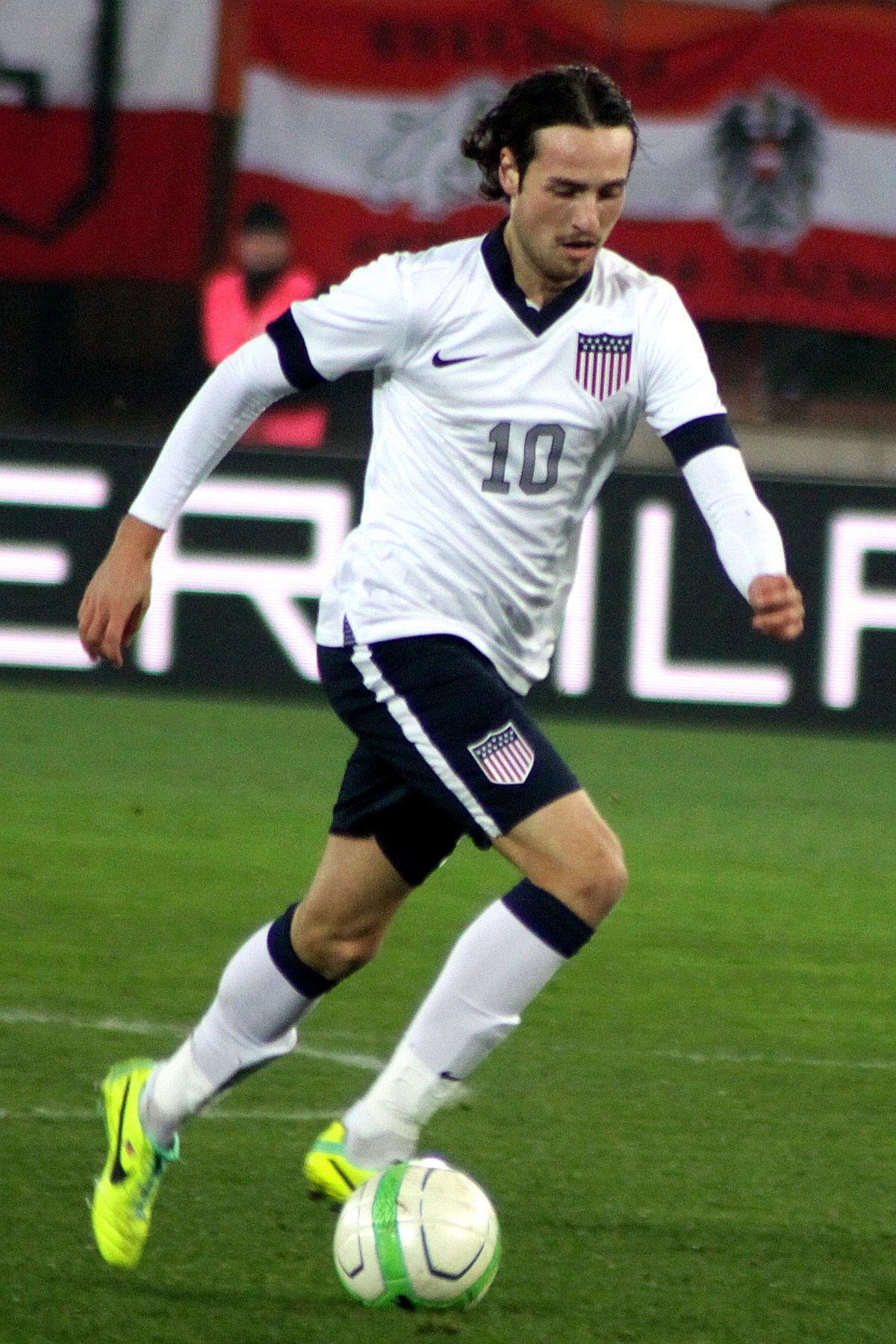
Diskerud avec les États-Unis en 2013

Né en Norvège d'un père norvégien et d'une mère américaine, il joue pour les équipes de jeunes de la Norvège jusqu'aux moins de 19 ans.
Mais n'étant pas un premier choix dans son pays natal, il décide de jouer pour son pays maternel et rejoint les moins de 20 ans américains. Il participe avec cette équipe à la Coupe du monde des moins de 20 ans 2009 organisée en Égypte. Lors du mondial junior, il joue deux matchs : contre l'Allemagne, et la Corée du Sud, pour deux défaites sur le score de 3-0.
Mix fait ses débuts avec l'équipe A des États-Unis lors du Challenge Nelson Mandela face à l'Afrique du Sud le 17 novembre 2010. Les Américains gagnent par 1 à 0 sur un but de Juan Agudelo.
Il inscrit son premier but le 14 novembre 2012, en amical contre la Russie (match nul 2-2). Il marque ensuite un but le 21 juillet 2013, contre le Salvador, lors des quarts de finale de la Gold Cup 2013 (victoire 5-1). Les États-Unis remportent le tournoi.
Il figure parmi les 23 joueurs sélectionnées par Jürgen Klinsmann afin de participer à la Coupe du monde 2014 qui se déroule au Brésil. Il ne joue toutefois aucun match lors de cette compétition.

## Buts internationaux
| Buts internationaux de Mix Diskerud | Buts internationaux de Mix Diskerud                                                                  | Buts internationaux de Mix Diskerud                                                                  | Buts internationaux de Mix Diskerud                                                                  | Buts internationaux de Mix Diskerud                                                                  | Buts internationaux de Mix Diskerud                                                                  | Buts internationaux de Mix Diskerud                                                                  | Buts internationaux de Mix Diskerud                                                                  | Buts internationaux de Mix Diskerud                                                                  | Buts internationaux de Mix Diskerud                                                                  |
| 00                                  | Date                                                                                                 | Lieu                                                                                                 | Compétition                                                                                          | Résultat                                                                                             | Adversaire                                                                                           | Détail                                                                                               | Détail                                                                                               | Détail                                                                                               | Sél.                                                                                                 |
| ----------------------------------- | --- | --- | --- | --- | --- | --- | --- | --- | --- |
| 1er                                 | 14 novembre 2012                                                                                     | Stade Kouban, Krasnodar, Russie                                                                      | Match amical                                                                                         | 2-2                                                                                                  | Russie                                                                                               | 90+3e                                                                                                | du pied droit                                                                                        | 2-2                                                                                                  | 3e                                                                                                   |
| 2e                                  | 21 juillet 2013                                                                                      | M&T Bank Stadium, Baltimore, États-Unis                                                              | Quart de finale de la Gold Cup 2013                                                                  | 5-1                                                                                                  | Salvador                                                                                             | 83e                                                                                                  | de la tête                                                                                           | 5-1                                                                                                  | 8e                                                                                                   |
| 3e                                  | 27 mai 2014                                                                                          | Candlestick Park, San Francisco, États-Unis                                                          | Match amical                                                                                         | 2-0                                                                                                  | Azerbaïdjan                                                                                          | 75e                                                                                                  | du pied droit                                                                                        | 1-0                                                                                                  | 18e                                                                                                  |
| 4e                                  | 10 octobre 2014                                                                                      | Rentschler Field, East Hartford, États-Unis                                                          | Match amical                                                                                         | 1-1                                                                                                  | Équateur                                                                                             | 5e                                                                                                   | du pied droit                                                                                        | 1-0                                                                                                  | 22e                                                                                                  |
| 5e                                  | 18 novembre 2014                                                                                     | Aviva Stadium, Dublin, Irlande                                                                       | Match amical                                                                                         | 4-1                                                                                                  | République d'Irlande                                                                                 | 39e                                                                                                  | du pied droit                                                                                        | 1-1                                                                                                  | 25e                                                                                                  |
| 6e                                  | 10 juin 2015                                                                                         | RheinEnergieStadion, Cologne, Allemagne                                                              | Match amical                                                                                         | 1-2                                                                                                  | Allemagne                                                                                            | 41e                                                                                                  | du pied droit                                                                                        | 1-1                                                                                                  | 30e                                                                                                  |
| Total                               | 6 buts (5 du pied droit, 1 de la tête) en 21 sélections entre le 17 novembre 2010 et le 25 mars 2016 | 6 buts (5 du pied droit, 1 de la tête) en 21 sélections entre le 17 novembre 2010 et le 25 mars 2016 | 6 buts (5 du pied droit, 1 de la tête) en 21 sélections entre le 17 novembre 2010 et le 25 mars 2016 | 6 buts (5 du pied droit, 1 de la tête) en 21 sélections entre le 17 novembre 2010 et le 25 mars 2016 | 6 buts (5 du pied droit, 1 de la tête) en 21 sélections entre le 17 novembre 2010 et le 25 mars 2016 | 6 buts (5 du pied droit, 1 de la tête) en 21 sélections entre le 17 novembre 2010 et le 25 mars 2016 | 6 buts (5 du pied droit, 1 de la tête) en 21 sélections entre le 17 novembre 2010 et le 25 mars 2016 | 6 buts (5 du pied droit, 1 de la tête) en 21 sélections entre le 17 novembre 2010 et le 25 mars 2016 | 6 buts (5 du pied droit, 1 de la tête) en 21 sélections entre le 17 novembre 2010 et le 25 mars 2016 |

## Palmarès

### En club
- Stabæk
  - Vainqueur de la Supercoupe de Norvège en 2009 (en)

### En sélection
- Équipe des États-Unis
  - Vainqueur de la Gold Cup en 2013